# Annika Saarikko
Annika Virpi Irene Saarikko, née le 10 novembre 1983 à Oripää, est une femme politique finlandaise, membre du Parti du centre (Kesk) dont elle a été la présidente de septembre 2020 à juin 2024.
Elle est députée du Parti du centre dans la circonscription de Finlande-Propre.
Elle est ministre de la Famille et des Services sociaux de 2017 à 2019 dans le gouvernement Sipilä, puis de la Science et de la Culture de 2019 dans le gouvernement Rinne et de 2020 à 2021 dans le gouvernement Marin. Enfin entre le 27 mai 2021 et le 20 juin 2023, elle est ministre des Finances dans le même cabinet.

## Biographie
Annika Saarikko est diplômée d'une licence d'éducation et d'un master de science des médias (media studies) obtenus à l'Université de Turku. Son mémoire de master portait sur la communication politique.
En juin 2010, elle devient l'une des vice-présidentes du parti du Centre ainsi qu'assistante chargée de la communication auprès de la première ministre Mari Kiviniemi.
Elle est élue députée dans la circonscription de Finlande-Propre lors des élections législatives de 2011. Elle est réélue en 2015. Elle devient ministre de la Famille et des services sociaux en juillet 2017 dans le gouvernement Sipilä.
Réélue de nouveau députée en 2019, elle devient ministre des Sciences et de la Culture dans le gouvernement Rinne. Après un congé maternité pendant lequel elle est remplacée par Hanna Kosonen, elle reprend la même fonction dans le gouvernement Marin.
Le 5 septembre 2020, Anniko Saarikko est élue présidente du parti du Centre. Elle est la troisième femme à diriger ce parti politique.
A l'hiver 2024, elle annonce sa troisième grossesse et renonce à la présidence du parti.